# SOKO Leipzig/Staffel 22
Die zweiundzwanzigste Staffel der deutschen Krimiserie SOKO Leipzig umfasst 24 Episoden und feierte ihre Premiere am 27. August 2021 im ZDF. Das Finale wurde am 18. Februar 2022 gesendet. Alle Episoden wurden eine Woche vor TV-Ausstrahlung in der ZDFmediathek veröffentlicht.
Die Episoden der Staffel wurden auf dem freitäglichen 21:15-Uhr-Sendeplatz erstausgestrahlt.

## Darsteller
| Rollenname                                            | Schauspieler             | Episoden |
| ----------------------------------------------------- | ------------------------ | -------- |
| Kriminalhauptkommissarin Ina Zimmermann               | Melanie Marschke         | 23       |
| Kriminaloberkommissar Jan Maybach                     | Marco Girnth             | 22       |
| Kriminalkommissarin Kim Nowak                         | Amy Mußul                | 24       |
| Kriminalkommissar Tom Kowalski                        | Steffen Schroeder        | 5        |
| Kriminalkommissar Moritz Brenner                      | Johannes Hendrik Langer  | 13       |
| Kriminalhauptkommissar a. D. Hans-Joachim Trautzschke | Andreas Schmidt-Schaller | 1        |
| Laborant Lorenz Rettig                                | Daniel Steiner           | 18       |
| Rechtsmedizinerin Prof. Dr. Sabine Rossi              | Anna Stieblich           | 16       |
| Staatsanwalt Dr. Alexander Binz                       | Michael Rotschopf        | 5        |
| Kriminalhauptkommissarin Dagmar Schnee                | Petra Kleinert           | 2        |
| Bent Brenner                                          | Till Wonka               | 4        |
| Benni Maybach                                         | Maximilian Klas          | 3        |
| Leni Maybach                                          | Caroline Scholze         | 2        |
| Monja Nowak                                           | Carina Wiese             | 1        |
| Jackie Löber                                          | Sinje Irslinger          | 1        |
| Paul Zimmermann                                       | Peter Laser              | 1        |

## Episoden
| Nr. (ges.) | Nr. (St.) | Originaltitel              | Erstausstrahlung D | Regie              | Drehbuch                                    | Zuschauer | Prod. code |
| --- | --------- | -------------------------- | ------------------ | ------------------ | ------------------------------------------- | --------- | ---------- |
| 402 | 1         | Take Away                  | 27. Aug. 2021      | Robert del Maestro | Axel Hildebrand                             | 4,47 Mio. | 430        |
| Die Ermittlerinnen Ina Zimmermann und Kim Nowak werden in ein Mietshaus gerufen, in dem Ralf Harting brutal zusammengeschlagen wurde. Nach anfänglichen Schwierigkeiten bei der Befragung des Geschädigten finden die beiden Ermittlerinnen schließlich den wahren Grund für die Tat heraus und erfahren, dass Hartings Ex-Freundin Caro Lange in großer Gefahr schwebt. Währenddessen genießen die Kommissare Jan Maybach und Tom Kowalski ihren freien Tag und gehen in eine Pizzeria. Dort überschlagen sich allerdings die Ereignisse, da sie zum einen auf Caro Lange treffen, die vergeblich auf ihren Ex-Freund wartet, und zum anderen finden sie den flüchtigen Täter tot auf. Sofort sind die beiden Kommissare in Alarmbereitschaft, jedoch ist Jan Maybach sehr angespannt. Sein Kollege kommt dem wahren Grund für sein merkwürdiges Verhalten immer näher. Gastdarsteller: Knud Riepen als Ralf Harting, Maike Jüttendonk als Caroline „Caro“ Lange, Katia Fellin als Katharina „Kathi“ Mathäus, Simon Rußig als Yannis Porolski, Billey Demirtaş als Toni Fratello, David Hugo Schmitz als Marc Pohl, Harald Burmeister als Gerd Schober |           |                            |                    |                    |                                             |           |            |
| 403 | 2         | Dem Tode geweiht           | 3. Sep. 2021       | Herwig Fischer     | Markus Hoffmann, Uwe Kossmann               | 4,30 Mio. | 432        |
| Wegen guter Führung soll Boris Kettler aus der Haft entlassen werden, nachdem er vor drei Jahren versucht hatte, seine Ex-Freundin Katrin Graber umzubringen. Damals konnten die Kommissare das Attentat verhindern, doch bei seiner Festnahme schwor Kettler Rache. Er war sich sicher, dass Katrin Graber das gemeinsame Kind abgetrieben hätte. Jetzt sucht sie Hilfe bei den Ermittlern, doch diese schätzen Kettler als reumütig ein. Kommissarin Kim Nowak bleibt erstmal bei Katrin Graber, doch plötzlich verschwindet diese spurlos. Als Kommissar Tom Kowalski seinen Kollegen Jan Maybach bei einem Koksdealer auf frischer Tat erwischt, stellt er ihn zur Rede. Gastdarsteller: Alexandra Finder als Katrin Graber, Shenja Lacher als Boris Kettler, Atef Vogel als Bjarne Ludwig, Holger Handtke als Landau |           |                            |                    |                    |                                             |           |            |
| 404 | 3         | Auftrag für Hajo           | 10. Sep. 2021      | Robert del Maestro | Jeanet Pfitzer, Frank Koopmann, Roland Heep | 4,36 Mio. | 431        |
| Beim Besuch ihres Großvaters findet Kommissarin Kim Nowak ihn erschlagen in seinem Haus. Zwar spricht alles für Raubmord, allerdings gibt es im Haus keine Einbruchsspuren. Nachforschungen zeigen, dass es in letzter Zeit drei ähnliche Fälle gab, bei dem alle Opfer Rentner waren und zuvor mit „Zinke Busreisen“ an einer Kaffeefahrt teilgenommen haben. Der ehemalige SOKO-Chef Hajo Trautzschke soll als Lockvogel agieren und Informationen sammeln. Währenddessen macht Jan der Entzug zu schaffen. Gastdarsteller: Michaela May als Maria Schneider, Bernd-Christian Althoff als Thorsten Filbinger, Andreas Anke als Philip Zinke, Johannes Lange als Stefan, Luzie Juckenburg als Jule Bär, Johannes Quester als Lutz Schneider |           |                            |                    |                    |                                             |           |            |
| 405 | 4         | Lolita                     | 17. Sep. 2021      | Herwig Fischer     | Markus Hoffmann, Uwe Kossmann               | 4,12 Mio. | 433        |
| Während einer Tagung wird Sven Lobinger erschossen in seinem Hotelzimmer aufgefunden. Auf den Überwachungskameras ist er kurz vor seinem Tod mit einem jungen Mädchen in der Hotellobby zu sehen. Die Ermittler finden heraus, dass dieses Mädchen noch minderjährig ist und im Hotel einen Komplizen hatte. Als die Kommissare Tom Kowalski und Jan Maybach die vermeintlichen Täter stellen wollen, kommt es zu einem dramatischen Zwischenfall. Daraufhin erfährt auch SOKO-Chefin Ina Zimmermann den Grund für das merkwürdige Verhalten ihres Kollegen in den vergangenen Monaten. Gastdarsteller: Valerie Stoll als Larissa Berthold, Oleg Tikhomirov als Jo, Patrick Kalupa als Felix Schick, Anjorka Strechel als Manu, Mathias Harrebye-Brandt als Sven Lobinger, Stephanie Petrowitz als Frau Berthold, Konstantin Marsch als Barkeeper |           |                            |                    |                    |                                             |           |            |
| 406 | 5         | Kowalskis Entscheidung     | 24. Sep. 2021      | Herwig Fischer     | Jeanet Pfitzer, Frank Koopmann, Roland Heep | 4,49 Mio. | 434        |
| In der Tiefgarage wird Johanna Ehms von ihrem eigenen Auto zu Tode gequetscht. Es sieht auf den ersten Blick nach einem tragischen Unfall aus, doch die Spuren deuten darauf hin, dass das Opfer gezielt überfahren wurde. Die junge Jurastudentin hat sich angeblich durch ein Stipendium finanziert. Allerdings finden die Ermittler heraus, dass ihr Leben von älteren Männern, sogenannten Sugardaddys, finanziert wurde. Kommissar Tom Kowalski hat jedoch andere Sorgen, da seine Tochter Jackie in Australien im Krankenhaus liegt. Schließlich trifft er eine schwerwiegende Entscheidung. Gastdarsteller: Stephan Schad als Dr. Benedikt Krollmann, Llewellyn Reichman als Yasmin Krollmann, René Hofschneider als Goran Falk, Bea Brocks als Annika Degenhard, Daniela Bette-Koch als Olga Stern, Emelie Kundrun als Johanna Ehms |           |                            |                    |                    |                                             |           |            |
| 407 | 6         | Abi-Jubiläum               | 1. Okt. 2021       | Jörg Mielich       | Jeanet Pfitzer, Frank Koopmann, Roland Heep | 5,01 Mio. | 435        |
| Einen Tag, nachdem Kommissarin Kim Nowak mit Schulfreunden das zehnjährige Abi-Jubiläum gefeiert hat, wird ihre ehemalige Mitschülerin Svenja Uhlig tot auf dem Schulhof aufgefunden. Das Opfer wurde vom Dach des Gymnasiums gestoßen. Allerdings kann sich die Ermittlerin nicht mehr an alles aus der Nacht erinnern, zudem wird sie vom Fall abgezogen. Sich aus den Ermittlungen herauszuhalten fällt ihr schwer, wodurch es zu Konflikten mit ihrem Kollegen Jan Maybach kommt. Als schließlich ans Licht kommt, dass Kim Nowak in der Mordnacht Sex hatte mit ihrer Jugendliebe Mikko, der Mann der Toten, wird dieser zum Hauptverdächtigen. Gastdarsteller: Anton Rubtsov als Mikko Uhlig, Mira Elisa Goeres als Nadine Königsmaier, Philipp Lind als Lukas Königsmaier, Luise Georgi als Svenja Uhlig |           |                            |                    |                    |                                             |           |            |
| 408 | 7         | Schlafes Bruder            | 8. Okt. 2021       | Jörg Mielich       | Markus Hoffmann, Uwe Kossmann               | 4,32 Mio. | 436        |
| Kommissar Jan Maybach wird von seinem Sohn leblos in seiner Wohnung gefunden und ins Krankenhaus gebracht. Dort kämpfen die Ärzte um sein Leben. SOKO-Chefin Ina Zimmermann vermutet, dass sich ihr Kollege eine Überdosis Kokain verpasst hat. Zudem gibt es einen neuen Fall: Ein Dealer wird erschlagen im Park aufgefunden. In Jans Wohnung findet Ina die Drogen des Opfers und ist sich sicher, dass Jan rückfällig geworden ist. Jans Sohn Benni kann nicht verstehen, wie es so weit kommen konnte und macht Ina Vorwürfe, weil sie ihm nichts von der Sucht seines Vaters erzählt hat. Gastdarsteller: Leonie Wesselow als Enna Borowski, Simon Eckert als Savasch Mitroglu, Lion Wasczyk als Dennis Lau, Johannes Hitzblech als Johannes Lau, Tillmann Eckardt als Ulf Lattka, Jonas Fürstenau als Therapeut, Christin Alexandrow als Dr. Lydia Bergman |           |                            |                    |                    |                                             |           |            |
| 409 | 8         | Das ewige Leben – Teil 1   | 15. Okt. 2021      | Patrick Winczewski | Markus Hoffmann, Uwe Kossmann               | 4,65 Mio. | 438        |
| Als die Ermittlerinnen Ina Zimmermann und Kim Nowak einen Verdächtigen verfolgen, werden sie Zeugen eines Drogendeals. Allerdings eskaliert die Situation und es fallen Schüsse. Der Dealer stirbt und der Käufer kann entkommen, doch Ina Zimmermann stellt einen dritten Mann, der ebenfalls flüchtete. Es stellt sich heraus, dass dieser Mann Bent Brenner vom BKA Berlin ist, der einen Deal mit Wachstumshormonen aufdecken wollte. Diese Hormone versprechen zwar ewiges Leben, jedoch bringen sie als Nebenwirkungen schwerste körperliche Schädigungen. Zusammen mit dem Berliner Kollegen sind die Ermittler auf der Suche nach dem flüchtigen Täter, der im Besitz dieser illegalen Drogen ist. Gastdarsteller: Jana Klinge als Candy, Lena Reinhold als Linda Balomé, Philipp Oehme als Josch Berger, Stefan Lochau als Trucker, Denis Petković als Arzt |           |                            |                    |                    |                                             |           |            |
| 410 | 9         | Das ewige Leben – Teil 2   | 22. Okt. 2021      | Patrick Winczewski | Markus Hoffmann, Uwe Kossmann               | 4,74 Mio. | 439        |
| Der flüchtige Verdächtige im aktuellen Mordfall kann von den Ermittlern festgenommen werden zusammen mit den illegalen Drogen. Bei dem Verdächtigen handelt es sich allerdings um den Kommissaren Moritz Brenner, der Bruder des Berliner BKA-Kollegen Bent Brenner. Er beteuert seine Unschuld und wollte mit den Drogen nur seine Jugendfreundin Candy aushelfen. SOKO-Chefin Ina Zimmermann weiß nicht mehr, wem sie noch vertrauen kann, denn laut Aussagen des Berliner Kollegen ist nun auch Staatsanwalt Binz verdächtig. Nach seinem Aufenthalt in der Rehaklinik ist Kommissar Jan Maybach wieder zurück im Dienst und liefert entscheidende Hinweise zum Fall. Gastdarsteller: Jana Klinge als Candy, Lena Reinhold als Linda Balomé, Anka Baier als Apothekerin |           |                            |                    |                    |                                             |           |            |
| 411 | 10        | Betrogen                   | 29. Okt. 2021      | Franziska Jahn     | Axel Hildebrand                             | 5,14 Mio. | 441        |
| Nach langem Klinikaufenthalt muss der Rentner Hubert Koch feststellen, dass sein Haus verkauft wurde. Kurz darauf wird er neben einer Parkbank leblos aufgefunden. In den Fokus der Ermittlungen geraten sein Sohn Uwe und dessen Frau Anke, die eine Generalvollmacht zum Hausverkauf benutzt haben, um eigenen Geschäften auf die Sprünge zu helfen. Auch die neuen Hausbesitzer sind verdächtig. Als Urlaubsvertretung für SOKO-Chefin Ina Zimmermann unterstützt Dagmar Schnee das Team und durchschaut mit Stringenz Lug und Betrug, wodurch sie dem Täter immer näher kommen. Gastdarsteller: Oliver Bröcker als Uwe Koch, Mirka Pigulla als Anke Koch, Jan Dose als Tobias Koch, Heike Hanold-Lynch als Roswitha Linde, Laura Lippmann als Iris Michalski, Fabian Oehl als Jonas Michalski, Manfred Möck als Hubert Koch |           |                            |                    |                    |                                             |           |            |
| 412 | 11        | Für Luise                  | 5. Nov. 2021       | Franziska Jahn     | Ulf Tschauder                               | 5,48 Mio. | 443        |
| Am helllichten Tag wird André Henze vor dem Autohaus, in dem er arbeitet, entführt. Kurz darauf stellt sich heraus, dass Richie Wolf, der Schwiegervater von André Henze, hinter der Entführung steckt und einen Rachefeldzug begeht für seine Frau Luise. Diese ist vor einiger Zeit an ihrer Krankheit verstorben, wofür Richie Wolf seinen Schwiegersohn, seinen Anwalt und die Onkologin seiner Frau verantwortlich macht. Mit seiner Tochter Lilly hat er schon seit Jahren keinen Kontakt mehr. Am Vorabend hat Richie Wolf SOKO-Chefin Ina Zimmermann, seine Nachbarin, zum Essen eingeladen. Diese befürchtet nun, dass er dadurch an vertrauliche Informationen gelangen wollte. Neu im SOKO-Team ist Kommissar Moritz Brenner, der nach Leipzig versetzt wurde, was bei den Kollegen auf wenig Begeisterung stößt. Gastdarsteller: Dominic Raacke als Richard „Richie“ Wolf, Marie Burchard als Lilly Henze, Peter Becker als André Henze, Nele Rosetz als Dr. Katrin Sander, Rainer Koschorz als Walter Meffert |           |                            |                    |                    |                                             |           |            |
| 413 | 12        | Bis aufs Blut              | 12. Nov. 2021      | Sven Fehrensen     | Gabriel Merz, Michael Zeeh                  | 5,45 Mio. | 452        |
| In seiner eigenen Fleischerei wird Karl Benz tot aufgefunden. Erste Hinweise führen zur Tierschutzorganisation LOA, die schon seit geraumer Zeit Anschläge verübt. Dessen Leiter, Adrian Pollack, beteuert jedoch, keine Verbindung zu dem Anschlag zu haben. Eine weitere Spur führt zum Restaurantbesitzer Uwe Kirchgatter, der kurz vor der Insolvenz steht, nachdem ihm von Karl Benz Gammelfleisch verkauft wurde. Im Laufe der Ermittlungen kommt die Liebesbeziehung von Adrian Pollack und Sally Benz, die Tochter des Opfers, ans Licht. Gastdarsteller: Susanne Bredehöft als Annerose Benz, Flora Li Thiemann als Sally Benz, Leon Blaschke als Adrian Pollack, Linda Stockfleth als Tanja von Heimburg, Urs Rechn als Uwe Kirchgatter, Ludger Bökelmann als Jorgen Einhoff, Nicolai Tegeler als Karl Benz, Anton Dreger als Michael Schneider, Emma Suthe als Praktikantin Lisa |           |                            |                    |                    |                                             |           |            |
| 414 | 13        | Unerwünschte Nebenwirkung  | 19. Nov. 2021      | Patrick Winczewski | Gabriel Merz, Michael Zeeh                  | 5,07 Mio. | 446        |
| Durch ein anonymes Schreiben erfährt Kommissarin Kim Nowak von dem Tod ihrer ehemals besten Freundin Sarah Winterfeld. Ihre Eltern glauben zwar an Selbstmord, doch Kim Nowak bezweifelt dies. Die Ermittlungen führen zu Horizon Medics, wo Sara vor ihrem Tod gearbeitet hat und an einem neuen Antidepressivum forschte. Gabriela Zutter, die Leiterin des Unternehmens, deckt auf, dass das Opfer selbst depressiv war. Dabei wird ein Netz aus Lügen enthüllt, wodurch ein vertuschtes Verbrechen ans Licht gerät. Gastdarsteller: Fanny Stavjanik als Gabriela Zutter, Thomas Schmuckert als Hans Winterfeld, Sabine Vitua als Jutta Winterfeld, Oliver Bootz als Dr. Martin Thiele, Christina Jung als Sara Winterfeld, Lorris Andre Blazejewski als Renè Makowski |           |                            |                    |                    |                                             |           |            |
| 415 | 14        | Trautes Heim, Glück allein | 26. Nov. 2021      | Patrick Winczewski | Axel Hildebrand                             | 5,59 Mio. | 447        |
| Torben Weise ist spurlos verschwunden. Zuvor hat er seine Nachbarn täglich durch Lärm, Müll und Gestank in den Wahnsinn getrieben. Die Kommissare sind verwirrt von dem merkwürdigen Verhalten der Nachbarn und Vermieter, wodurch sie auf eine falsche Spur geführt werden. Auch die Durchsuchung des Hauses wirft Fragen auf. Kurz darauf wird Torben Weises Leiche in einer Baugrube gefunden, wo die Ermittler weitere Hinweise entdecken. Gastdarsteller: Muriel Baumeister als Vera Höhne, Rainer Strecker als Ulf Höhne, Arne Kertesz als Laurenz Höhne, Henning Vogt als Knut Ebel, Urs Fabian Winiger als Alwin Klusak, Lutz Winde als Ingo Bolte, Uwe Fischer als Torben Weise |           |                            |                    |                    |                                             |           |            |
| 416 | 15        | Rette sich wer kann        | 3. Dez. 2021       | Sven Fehrensen     | Susanne Wiegand                             | 5,17 Mio. | 451        |
| Felix Schöne wird in seinem eigenen Laden erstochen aufgefunden. Er rettete Lebensmittel vor dem Wegwerfen, um diese an Bedürftige weiterzugeben. Eine erste Spur führt zu dem Hauseigentümer Hamal Masour, dem nicht recht war, dass Felix Schöne seine Miete mit Ehrenämtern nicht zahlen konnte. Doch unter Verdacht steht auch die Ex-Freundin des Opfers, Isabel Engel. Durch sie erfahren die Ermittler, dass Felix Schöne nicht immer schon so selbstlos gewesen sei. Um zu erfahren, was sein Leben von Grund auf änderte, decken die Ermittler ein dunkles Geheimnis aus der Vergangenheit des Opfers auf. Gastdarsteller: Luise Großmann als Ella Oswald, Tino Mewes als Simon Koschanowsky, Katharina Heyer als Isabel Engel, David A. Hamade als Hamal Masour, Manuel Mairhofer als Felix Schöne, Katja Körber als Marie Koschanowsky |           |                            |                    |                    |                                             |           |            |
| 417 | 16        | Auf Sand gebaut            | 10. Dez. 2021      | Sven Fehrensen     | Julia Meimberg, Kristin Schade              | 5,55 Mio. | 461        |
| Der Bauunternehmer Clemens Brandtner wird im Park mit mehreren Schüssen im Rücken aufgefunden. Ehefrau Britta Brandtner ist sich sicher, dass der frühere Klient ihres Opfers, Johannes Schäfer, dahinter steckt. Dieser führte über Jahre einen Prozess gegen Brandtner wegen Baupfusch. Doch am Ende verlor er nicht nur sein Haus, sondern auch seine Frau. Allerdings hat er ein wasserdichtes Alibi. Als die Ermittler wenig später zu einem weiteren Mord im Baumilieu gerufen werden, kommen sie auf eine neue Spur und erfahren, wie finanzielle Abhängigkeit, Betrug und Ungerechtigkeit die Menschen zerstören können. Gastdarsteller: Timur Işık als Johannes Schäfer, Stephanie Japp als Britta Brandtner, Özay Fecht als Berrin Neumann, Roman Schomburg als Felix Kollwitz, Björn von der Wellen als Clemens Brandtner, Anne Kanis als Judith Schäfer, Lisa Weidenmüller als Rike Wiebrecht |           |                            |                    |                    |                                             |           |            |
| 418 | 17        | Verrannt (90 min.)         | 7. Jan. 2022       | Patrick Winczewski | Markus Hoffmann, Uwe Kossmann               | 4,43 Mio. | 444/445    |
| SOKO-Chefin Ina Zimmermann wird bewusstlos am Straßenrand eines Waldstücks gefunden. Als sie im Krankenhaus aufwacht, kann sie sich jedoch an nichts mehr erinnern, was zuvor passierte. Eine erste Spur führt die Ermittler zu Felix Laimer, mit dem die SOKO-Chefin am Vorabend scheinbar ein Date hatte. Dieser ist in seinem Haus nicht anzutreffen, allerdings entdecken die Kommissare Blutspuren in seiner Wohnung. Als Ina Zimmermann erneut von einer mysteriösen Person mit Gasmaske entführt wird, verschärft sich die Situation und für ihre Kollegen beginnt ein Wettlauf mit der Zeit. Gastdarsteller: Martin Lindow als Ralf Twitting, Katharina Spiering als Conny Twitting, Thomas Scharff als Felix Laimer, Sarah Riedel als Dr. Miriam Nolte |           |                            |                    |                    |                                             |           |            |
| 419 | 18        | Mutprobe – Teil 1          | 14. Jan. 2022      | Patricia Frey      | Markus Hoffmann, Uwe Kossmann               | 5,34 Mio. | 453        |
| In letzter Sekunde konnte ein Anschlag auf Sarah Liebert vereitelt werden, doch der Attentäter entkommt unerkannt auf einem Motorrad. Bei den Ermittlungen kommt heraus, dass vor einigen Tagen ein ehemaliger Klassenkamerad von Sarah Liebert umgebracht wurde, was auf einen Zusammenhang beider Taten deutet. Dies würde aber auch bedeuten, dass weitere Personen in Lebensgefahr schweben würden. Währenddessen plagt SOKO-Chefin Ina Zimmermann das Gefühl, dass ihr neuer Kollege Moritz Brenner heimlich Informationen sammelt über das Team, wobei er auf die überwundene Drogensucht von Jan Maybach stoßen könnte. Gastdarsteller: Lea Freund als Sarah Liebert, Alexander Wertmann als Sven Gebhardt, Steffen Groth als Dr. Andreas Willhoff, Christopher Vantis als Lars Daume, Anton Petzold als Lukas Neumann, Juri Winkler als Mario Höfer, Lucas Reiber als Sascha Höfer |           |                            |                    |                    |                                             |           |            |
| 420 | 19        | Mutprobe – Teil 2          | 14. Jan. 2022      | Patricia Frey      | Markus Hoffmann, Uwe Kossmann               | 5,33 Mio. | 454        |
| Die Ermittler konnten geradeso ein weiteres Attentat verhindern auf Lars Daume, ebenso ehemaliger Mitschüler von Sarah Liebert. Vor geraumer Zeit gehörten sie zu einer Clique, doch nach dem erschütternden Tod eines Mitglieds brach der Kontakt ab. Bei den Nachforschungen, was damals wirklich passierte, wird eine Tragödie ans Licht gebracht, die ungeahntes Ausmaß mit sich zieht. Die Kommissare Ina Zimmermann und Jan Maybach teilen ihrer Kollegin Kim Nowak ihre Vermutung mit, dass Neuzugang Moritz Brenner ein Spitzel sein könnte. Um das Team durch mögliche interne Ermittlungen nicht zu gefährden, konfrontiert Jan Maybach seinen Kollegen Moritz Brenner. Gastdarsteller: Lucas Reiber als Sascha Höfer, Christopher Vantis als Lars Daume, Steffen Groth als Dr. Andreas Willhoff, Juri Winkler als Mario Höfer, Hilke Altefrohne als Almuth Bergheim, Anton Petzold als Lukas Neumann, Lea Freund als Sarah Liebert, Alexander Wertmann als Sven Gebhardt, Patrick Isermeyer als Polizist |           |                            |                    |                    |                                             |           |            |
| 421 | 20        | Tod im Gericht             | 21. Jan. 2022      | Patricia Frey      | Jeanet Pfitzer, Frank Koopmann, Roland Heep | 2,49 Mio. | 455        |
| Bei einer Gerichtsverhandlung geht es um den Fall Selina Illbruck, die von einem betrunkenen Autofahrer tödlich verletzt wurde. Doch während der Urteilsverkündung wird der Saal von einer maskierten Person gestürmt, die den Unfallverursacher erschießt. Der erste Verdacht fällt auf Krispin Glowa, der Freund der verunglückten Studentin, der sich kurz zuvor eine Waffe besorgte. Aber auch der Bruder der Studentin, Gerome Illbruck, wird verdächtigt, da er als einziges Familienmitglied während der Urteilsverkündung nicht im Saal war. Oberstaatsanwältin Dr. Dilan Şoray unterstützt die Ermittlungen, auch wenn sie zunächst nicht von der Vorgehensweise der Ermittler angetan ist. Gastdarsteller: İdil Üner als Dr. Dilan Şoray, Anne-Kathrin Gummich als Dinah Illbruck, Charlotte Bohning als Mila Haverkamp, René Steinke als Kai-Uwe Glowa, Yannik Heckmann als Krispin Glowa, Julian Mau als Gerome Illbruck, Anne Cathrin Buhtz als Richterin, Nils Bannert als Lars Pallmann |           |                            |                    |                    |                                             |           |            |
| 422 | 21        | Einsame Wölfe              | 28. Jan. 2022      | Patricia Frey      | Jeanet Pfitzer, Frank Koopmann, Roland Heep | 5,16 Mio. | 456        |
| Ein unbekannter Radfahrer spritzt der jungen Startup-Unternehmerin Charlotte Legat im Vorbeifahren Säure ins Gesicht, die daraufhin verstirbt. Nachforschungen ergeben, dass in letzter Zeit ähnliche Anschläge verübt wurden. Als Täter werden sogenannte Incels, männliche Frauenhasser, vermutet. Um an mehr Informationen zu gelangen, ermitteln die Kommissare verdeckt in dieser Szene. Auch in diesem Fall mischt sich Oberstaatsanwältin Dr. Dilan Şoray ein und erteilt erneut Anweisungen. Gastdarsteller: İdil Üner als Dr. Dilan Şoray, Yasemin Cetinkaya als Esma Aksoy, Eugénie Anselin als Klara Hussmann, Niclas Rohrwacher als Darius Schwarz, Leo Meier als Oscar Uhland, Konstantin Lindhorst als Benjamin Hohner, Niklas Herbert Wetzel als Florian Stadlhuber, Charlotte Will als Charlotte Legat |           |                            |                    |                    |                                             |           |            |
| 423 | 22        | Die Angst fährt mit        | 4. Feb. 2022       | Jörg Mielich       | Jeanet Pfitzer, Frank Koopmann, Roland Heep | 5,80 Mio. | 464        |
| Seit geraumer Zeit hat ein unbekannter Täter auf den Landstraßen rund um Leipzig immer wieder Ölfallen ausgelegt. Dieses Mal hat dieses Attentat den tödlichen Unfall der Motorradfahrerin Larissa Hader zur Folge. Auch die Wiederbelebungsmaßnahmen der Rettungssanitäter Benni Maybach und dessen Kollege Lukas Schaaf bleiben wirkungslos. Somit stirbt die junge Frau noch am Unfallort im Beisein ihres Verlobten Alexej Kozlow. Diesem gehen die Ermittlung der Polizei nicht schnell genug, weshalb er auf eigene Faust den Mörder seiner Freundin sucht. Die Ermittler müssen schnell handeln, um seine Selbstjustiz zu verhindern. Währenddessen muss Jan Maybach seinem Sohn Benni versprechen, Leni die Wahrheit über seine überwundene Drogensucht zu sagen. Gastdarsteller: Maximilian Gehrlinger als Erik Şoray, Konstantin Frolov als Malte Kliemann, Krunoslav Šebrek als Alexej Kozlow, Philip Birnstiel als Lukas Schaaf, Jörg Westphal als Rico Veen, Victoria Gentsch als Larissa Hader |           |                            |                    |                    |                                             |           |            |
| 424 | 23        | Besondere Einsatzlage      | 11. Feb. 2022      | Jörg Mielich       | Jeanet Pfitzer, Frank Koopmann, Roland Heep | 5,81 Mio. | 457        |
| Nach einem Überfall auf einen Geldtransporter treffen die Kommissare Kim Nowak und Jan Maybach als erste Einsatzkräfte vor Ort ein. Die zwei maskierten Täter sind mit einer Beute von acht Millionen Euro auf der Flucht, zuvor hatten sie noch den Filialleiter erschossen. Gemeinsam mit Oberstaatsanwältin Şoray leitet SOKO-Chefin Ina Zimmermann die Ermittlungen im Lagezentrum. Sie kommen den Tätern tatsächlich schnell auf die Spur, doch diese verschanzen sich in einer Geiselsituation. Währenddessen müssen die Ermittler feststellen, dass es einen Maulwurf im Lagezentrum geben muss, der vertrauliche Informationen an die Täter weitergibt. Gastdarsteller: İdil Üner als Dr. Dilan Şoray, Maximilian Gehrlinger als Erik Şoray, Max Schimmelpfennig als Fabio Bohnenkamp, Vincent Krüger als Kevin Rother, Markus Lerch als Alexander Bruckmann, Blessing Osadolor als Fatima Deil, Stefanie Höner als Branka Gersdorf, Jean-Claude Knobbe als Sicherheitsmann, Tayfun Baydar als Beamter |           |                            |                    |                    |                                             |           |            |
| 425 | 24        | Sag mir wo du stehst       | 18. Feb. 2022      | Jörg Mielich       | Jeanet Pfitzer, Frank Koopmann, Roland Heep | 4,80 Mio. | 458        |
| Die Situation kann entschärft werden: Ein Täter ist tot, der zweite gesteht und der Geisel geht es gut. Allerdings ist die Beute verschwunden. Die Kommissare Ina Zimmermann und Jan Maybach fahren mit dem Täter Kevin Rother zu einem möglichen Versteck, wo sie auf einen Unbekannten treffen. Dieser will mit dem Geld verschwinden und die SOKO-Chefin erschießt ihn aus Notwehr. Bei dem Unbekannten handelt es sich um Erik Şoray, den Sohn der Oberstaatsanwältin. Gegen Ina Zimmermann wird ein Ermittlungsverfahren eingeleitet und Dr. Şoray erhebt schwere Vorwürfe. Das hält aber das SOKO-Team nicht davon ab, die Unschuld ihrer Chefin zu beweisen. Gastdarsteller: İdil Üner als Dr. Dilan Şoray, Maximilian Gehrlinger als Erik Şoray, Stefanie Höner als Branka Gersdorf, Vincent Krüger als Kevin Rother, Cosima Fischlein als Jasna Müller, Matthis Heinrich als Julius Gersdorf |           |                            |                    |                    |                                             |           |            |